# Semana Trágica de 1920
La Semana Trágica de 1920 fue un movimiento cívico ocurrido en Guatemala la semana entre el 8 y el 14 de abril de 1920, encabezado por los jefes del Partido Unionista, líderes estudiantiles y dirigentes obreros, que combatió al presidente, licenciado Manuel Estrada Cabrera, cuando este se rehusó a entregar el poder luego de la que la Asamblea Nacional Legislativa lo declarara mentalmente incapaz para gobernar y designara al ciudadano Carlos Herrera y Luna presidente interino. Dio lugar al primer Gobierno conservador desde el triunfo de la Reforma Liberal en 1871, pero la falta de experiencia política de los conservadores que se habían aglutinado en el Partido Unionista, la habilidad de varios liberales cabreristas, principalmente de Adrián Vidaurre, para mantenerse en el Gobierno y la presión de la United Fruit Company para que el nuevo Consejo de Ministros reconociera las concesiones que les habían sido otorgadas por el de Estrada Cabrera hicieron que el mandato de Herrera terminara en diciembre de 1921, con un golpe de Estado dirigido por José María Orellana —exjefe del Estado Mayor de Estrada Cabrera— y patrocinado por la compañía frutera.

## Antecedentes

### Consolidación económica de los grupos liberales
Estrada Cabrera transformó el Partido Liberal de una elite de profesionales y funcionarios en una organización que descansó en los círculos liberales de las clases medias, dando lugar a que las asociaciones artesanales y obreras fueran creciendo; de hecho, ya para 1919 existían treinta y seis asociaciones obreras y artesanales; al mismo tiempo, durante su régimen se consolidaron las familias terratenientes agroexportadoras de café, las industriales —principalmente las dedicadas a la producción de cerveza, cemento y azúcar—, y las financieras. Por otra parte, en 1901 el Gobierno firmó un convenio con la United Fruit Company (UFCO) para la explotación de banano, el cual se extendió en 1904 para incluir la construcción del último tramo del ferrocarril del Norte, para la que se concedieron mil quinientas caballerías de terreno y la exención de impuestos de exportación por treinta y cinco años. Esta concesión dio origen a la compañía ferrocarrilera International Railways of Central America (IRCA), subsidiaria de la UFCO, que tenía el monopolio del ferrocarril.
Por último, el Gobierno de Estrada Cabrera también entregó al consorcio estadounidense las instalaciones de Puerto Barrios y sus muelles, que controlaba la Great White Fleet, empresa naviera también propiedad de la UFCO. De esta forma, para 1920 la empresa estadounidense cubría el 70 % de las importaciones guatemaltecas y controlaba el 80 % de las exportaciones.

### José Piñol y Batres y el fin de la presidencia de Manuel Estrada Cabrera

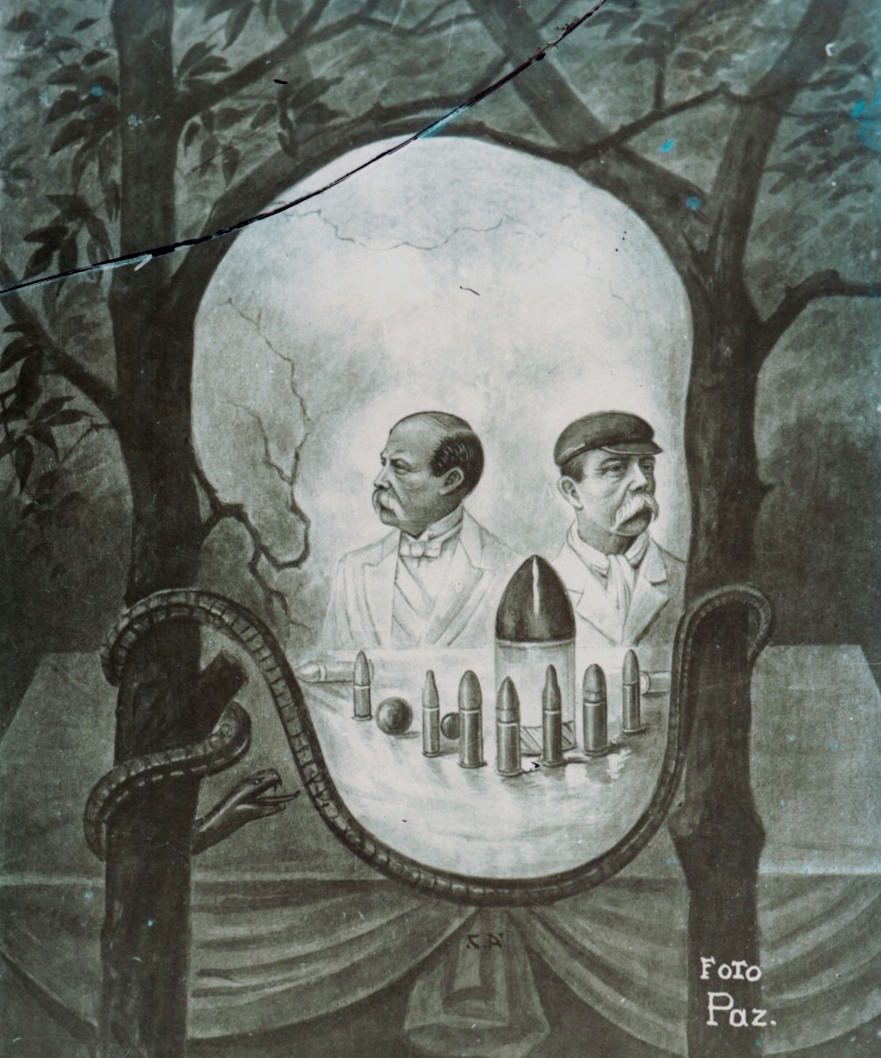
Grabado sobre la tiranía de Estrada Cabrera. Foto Paz

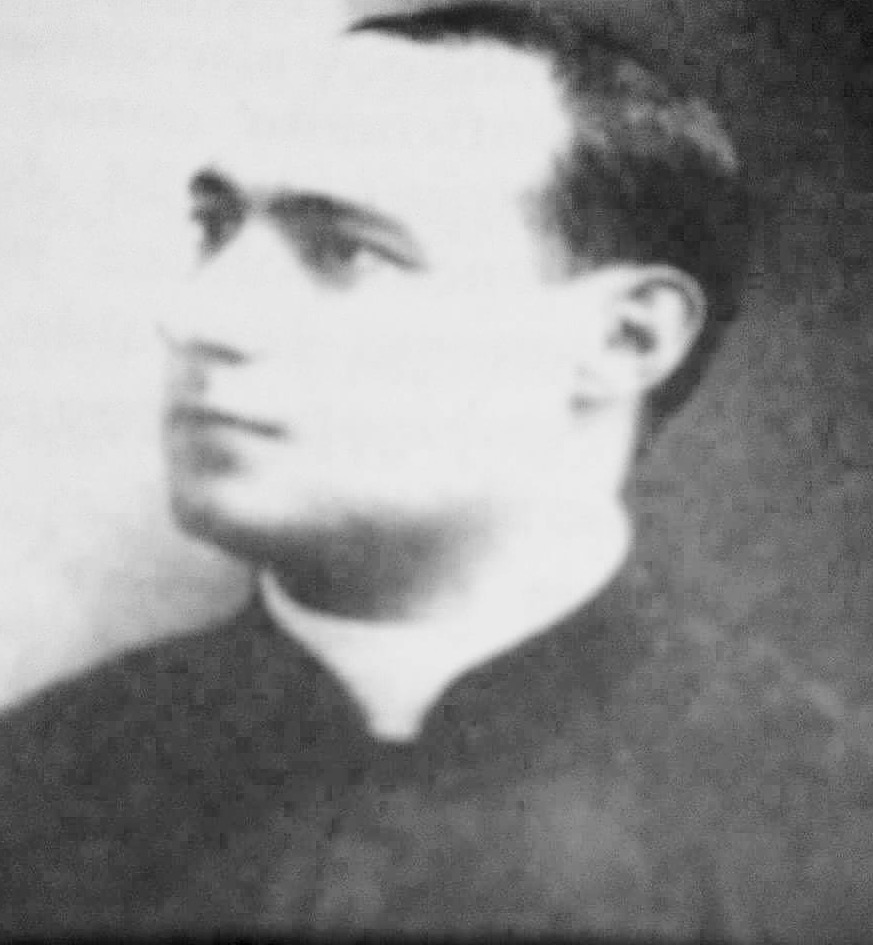
José Piñol y Batres, obispo de Faselli

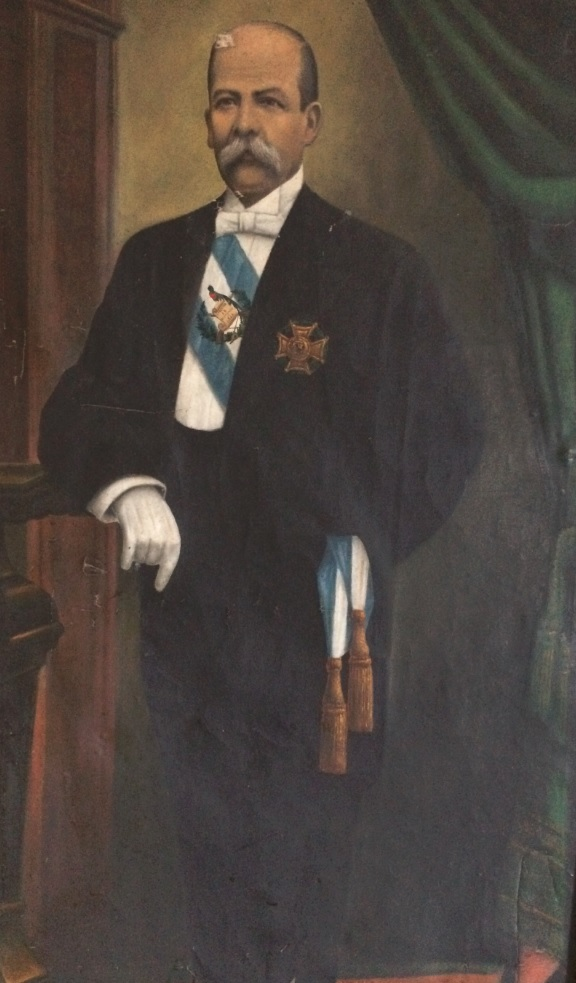
Retrato del presidente Manuel Estrada Cabrera durante su último mandato presidencial.

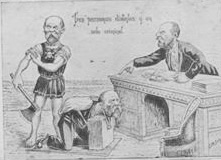
Caricatura que circuló a principios de 1920: tres personas distintas y un solo criminal.

El presbítero y doctor José Piñol y Batres, miembro del clan Aycinena, fue elegido obispo de Granada en 1913, pero renunció a esa prelatura y entonces obtuvo el título de obispo de Faselli. En nueve conferencias pronunciadas en el templo de San Francisco durante el mes de mayo de 1919 —las cuales fueron redactadas por su primo Manuel Cobos Batres—, realizó la primera parte del programa que le había encomendado el resto del clan, ahora aglutinado en el llamado Partido Unionista, y cuyo principal fin era terminar con el gobierno de más de veinte años del licenciado Manuel Estrada Cabrera. En esas conferencias predicó las doctrinas de Cristo, la justicia en las relaciones sociales, el amor, la piedad, la entereza en el cumplimiento del deber, la fe y la esperanza. Cobos Batres, por su parte, era un líder conservador, que acababa de retornar a Guatemala luego de concluir sus estudios en el extranjero y vio en el servilismo y sometimiento social guatemalteco imperante la situación adecuada para que su partido recuperara el poder, que había perdido en 1871.
En la primera conferencia del obispo, se trató el tema de la religión falsificada de ignorancia, la hipocresía y el interés, criticando así veladamente al presidente Estrada Cabrera, pues se rumoraba que este practicaba brujería. En la segunda conferencia, Piñol y Batres habló del pésimo estado de la educación pública y privada —otra fuerte crítica al Gobierno, que se vanagloriaba de atender a la «juventud estudiosa» y hasta celebraba anualmente las Fiestas Minervalias en honor a los estudiantes, aunque principalmente servían para alabar al presidente— y en la tercera afirmó que en Guatemala no había civilización, pues no había respeto a la vida humana.
En la cuarta conferencia, que versó sobre la libertad, hizo mención de que los guatemaltecos no gozaban de esta: entrar y salir del país no era siempre posible, ni lo era tampoco negociar con los propios bienes; otras libertades de las que se había privado a los guatemaltecos eran la de hacer valer sus derechos ante los tribunales, disponer del trabajo personal, elegir sin coacción a sus gobernantes y emitir libremente el pensamiento. Fue a partir de esta conferencia que quienes lo escuchaban empezaron a perder el miedo a los agentes de la policía secreta del presidente. Los males del libertinaje fueron tratados por el obispo en su quinta conferencia, pero fue la sexta la que alborotó el ánimo de sus oyentes: en esa, acusó a los administradores de rentas internas de corrupción y dejó claro que después de año y medio de los terremotos de 1917-18 que habían destruido la Ciudad de Guatemala, esta seguía en ruinas y no se había rendido ningún informe de los subsidios donados por Gobiernos extranjeros; además acusó a los aduladores del presidente de ser responsables de la corrupción del carácter de este. Al final de esta conferencia fue saludado con aplausos y José Azmitia, uno de los principales dirigentes conservadores y católicos —reconocido por su patriotismo pero también por su arrogancia—, le besó respetuosamente la mano.
Después de la séptima conferencia, los agentes de la policía secreta desinflaron uno de los neumáticos del automóvil de la familia Ibargüen, que el obispo utilizaba para llegar al templo; pero logró movilizarse en otro automóvil y regresar a su casa tras impartir la conferencia. Sus conferencias terminaron con una conmovedora oración: «Señor de las naciones, acoge mi plegaria por este pueblo; es pequeño; ha sido pecador; pero Tú haces fecundar sus campos de manera admirable. Condúcelo, Señor, por la senda del bien y detén su decadencia moral. Yo te pido para él, con lágrimas en los ojos, como ciudadano e indigno prelado, estas tres cosas: verdad, justicia y libertad». Curiosamente, estas conferencias organizadas por los dirigentes del grupo conservador guatemalteco estaban en concordancia con la política liberal que había derrocado al propio partido conservador y al clan Aycinena en 1829 y luego en 1871, caracterizada por la defensa de la unidad de Centroamérica, la democracia como la entendían los criollos liberales y el progreso económico de los criollos de la región, alejado de la rígida doctrina política y religiosa.
Estrada Cabrera estuvo muy molesto con las primeras críticas abiertas que recibía en mucho tiempo y quiso sancionar al obispo; ya otros políticos y presidentes liberales como Mariano Gálvez, Justo Rufino Barrios y Manuel Lisandro Barillas habían expulsado al arzobispo de turno en Guatemala y a los miembros de las órdenes regulares de la Iglesia católica por desavenencias políticas, y con esos precedentes se decidió a actuar; cuando el obispo se trasladó con su primo Manuel Cobos Batres pocos días después a la finca «La Trinidad» —propiedad de otro primo suyo, Luis Cobos— lo mandó apresar; Piñol y Batres estaba en su dormitorio en la madrugada del 17 de mayo de 1919, cuando el jefe de una de la prisiones de la policía secreta, Gregorio González, y un corpulento gendarme irrumpieron en su habitación y lo encañonaron; pero justo en ese momento entró la esposa de Luis Cobos y les dijo que el obispo no se podía vestir delante de ellos. Los agentes accedieron a retirarse un momento, que aprovecharon el obispo y la esposa de Cobos para deshacerse de documentos que incriminaban a los unionistas conservadores.
El obispo fue llevado a la cárcel de Escuintla, pero, cuando los guardias del penal se arrodillaron ante él, las autoridades se dieron cuenta de que no podrían retenerlo en prisión por su alta posición en la jerarquía eclesiástica. Entonces Estrada Cabrera recurrió al arzobispo metropolitano, Julio Ramón Riveiro y Jacinto, O.P. —quien había sido nombrado a la mitra guatemalteca tras la muerte de Ricardo Casanova y Estrada en 1913 gracias a las influencias del presidente— y este confinó al obispo conservador en prisión domiciliaria en el Palacio Arzobispal; además, el presidente dio orden de que quienes se atrevieran a visitarlo en dicho palacio, quedarían en prisión. Al cumplirse tales órdenes, muchas damas y niños de las familias conservadoras del clan Aycinena fueron hechos prisioneros, haciendo que los hombres no se animaran a visitar al obispo; pero el clan Aycinera era influyente y logró que autoridades eclesiásticas de varias partes del mundo solicitaran al presidente de Estados Unidos Woodrow Wilson que sancionara al Gobierno de Estrada Cabrera por la prisión del obispo. Como consecuencia, el secretario privado de Wilson, Joseph Patrick Tumulty —quien gobernaba de hecho en Estados Unidos porque Wilson ya sufría de parálisis para entonces— emitió un comunicado el 19 de agosto de 1919 en que aseguraba que el Gobierno de los Estados Unidos no permitiría una nueva reelección del presidente guatemalteco. De esta forma, utilizando el pretexto del maltrato al obispo, el Gobierno estadounidense castigaba a Estrada Cabrera por no haber conseguido formar la República Suroriental en 1914 absorbiendo territorio de mexicano aprovechando la revolución de ese país cuando no pudo sobornar al general Ricardo Carrascosa, lugarteniente del revolucionario  mexicano Venustiano Carranza; pero esto no preocupó demasiado al presidente guatemalteco: su período constitucional finalizaba en 1923, mientras que el de Wilson lo hacía en 1921 y con respecto al nuevo presidente, bastaba con hacer lo que siempre hacía: contribuir con un millón de dólares a la campaña del candidato republicano y con un monto igual a la del demócrata. Eso sí, dejó en libertad al obispo para evitar polémicas mayores el 21 de agosto de 1919; este salió de su prisión domiciliaria en el Palacio Arzobispal directamente hacia el exilio a los Estados Unidos y únicamente fueron a despedirlo su primo Manuel Cobos Batres, la familia de este y un amigo común.

### Partido Unionista

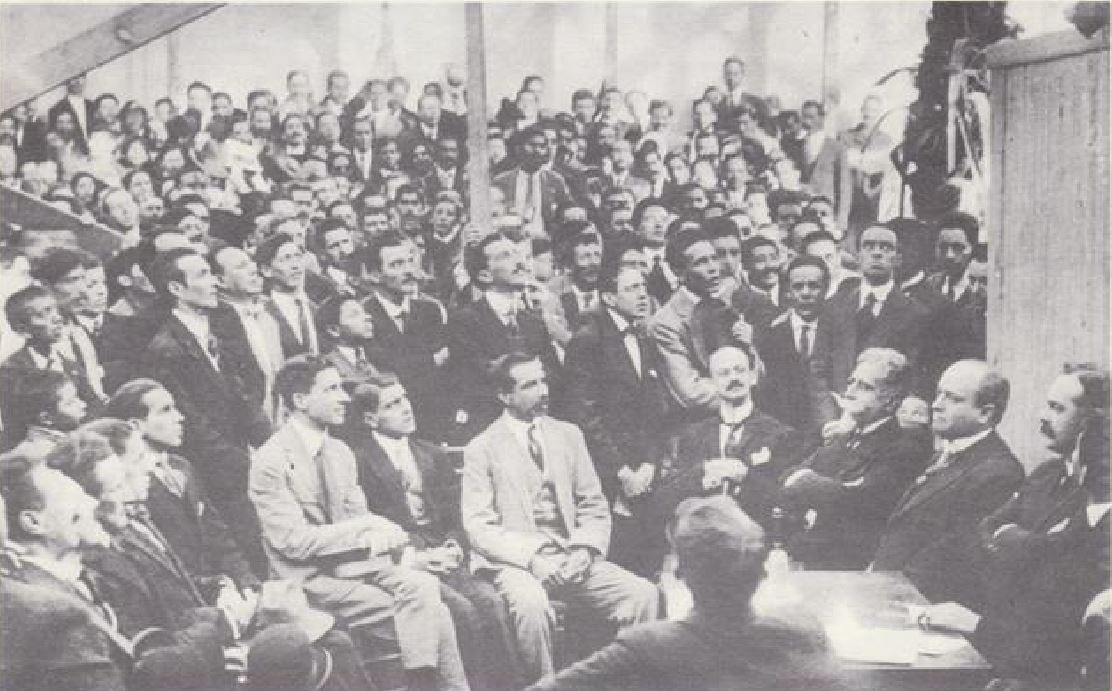
Fotografía tomada en la «Casa del Pueblo» en diciembre de 1919, al momento de firmar el Acta de los Tres Dobleces. Se observa a los líderes conservadores de Guatemala sentados al frente de la fotografía: primero de derecha a izquierda, el Dr. Julio Bianchi y tercero de derecha a izquierda, el ciudadano José Azmitia.

Tras el exilio de su primo, el dirigente conservador Manuel Cobos Batres consiguió entusiasmar a los destacados conservadores José Azmitia, Tácito Molina, Eduardo Camacho, Julio Bianchi y Emilio Escamilla en la formación de un partido que se rebelara contra el férreo gobierno de Estrada Cabrera. El partido inició su actividad política con el apoyo de muchos sectores, entre los que destacaron los estudiantes de la Universidad Estrada Cabrera y los obreros de la capital, quienes, dirigidos por Silverio Ortiz, fundaron el Comité Patriótico de Obreros.
El nuevo partido se llamó Unionista, a propuesta de Tácito Molina, para diferenciarlo tanto del Partido Liberal como del Conservador y reunir en sus filas a todos aquellos «hombres de buena voluntad, amantes de la libertad y la democracia, y con el ideal de la unión centroamericana». La primera sede oficial del partido, inaugurada en 1920, fue una casa propiedad de la familia Escamilla situada en la esquina sudeste de la 4.ª avenida y la 12 calle de la zona 1, la cual fue pronto conocida como la «Casa del Pueblo». Tácito Molina fue también el encargado de redactar el acta de fundación del partido, que suscribieron cincuenta y un ciudadanos el 25 de diciembre de 1919 y llegó a ser conocida como el Acta de los Tres Dobleces, ya que las firmas se añadieron en una hoja de papel doblada tres veces; el documento se hizo circular en la capital hasta el 1.° de enero de 1920, depositando copias por debajo de la puerta de cada casa.
Desde un principio se convino entre los conservadores que formaron el partido unionista que ninguno aparecería como jefe del partido, siendo todos sus actos realizados en nombre de la junta directiva. La presidencia de las sesiones se desempeñaría por rotación, y ni aun la composición misma de la directiva era constante, pues con frecuencia se llamaba a alguno de los suplentes para completar el número de siete directore, lo que obedecía a tres razones:
- Tácito Molina Izquierdo, director jurídico del movimiento, insistió siempre en evitar el caudillaje en el nuevo partido.
- Sin una cabeza visible, sería más difícil para el Gobierno de Estrada Cabrera atacar al partido.
- En previsión de posibles bajas entre sus miembros, los conservadores tenían un numeroso contingente de suplentes, compuesto principalmente de representantes obreros de la ciudad.[29]

El partido tenía aproximadamente cincuenta directores potenciales de reserva.

### Manifestación del 11 de marzo de 1920

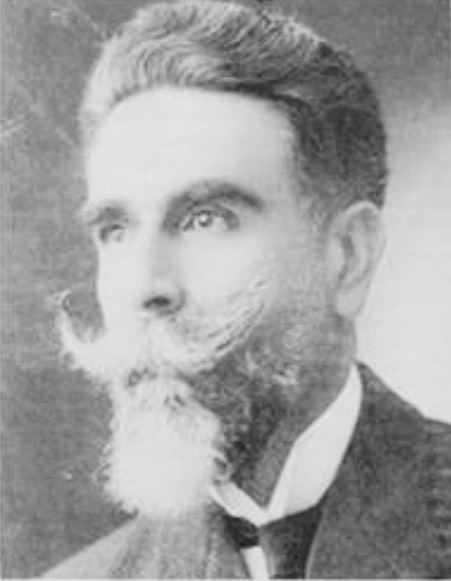
José Azmitia González. Portaba la bandera de Centro América durante la manifestación a pesar de que había sido informado al último momento de que había francotiradores apostados para dispararle al abanderado.

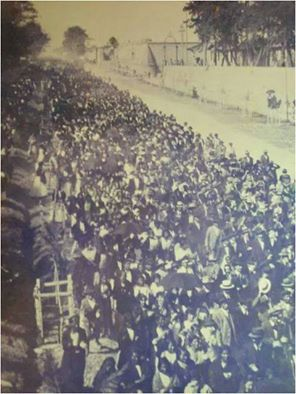
Manifestación unionista del 11 de marzo de 1920. Tras arremeter violentamente contra esta manifestación, el gobierno de Estrada Cabrera empezó a tambalearse.

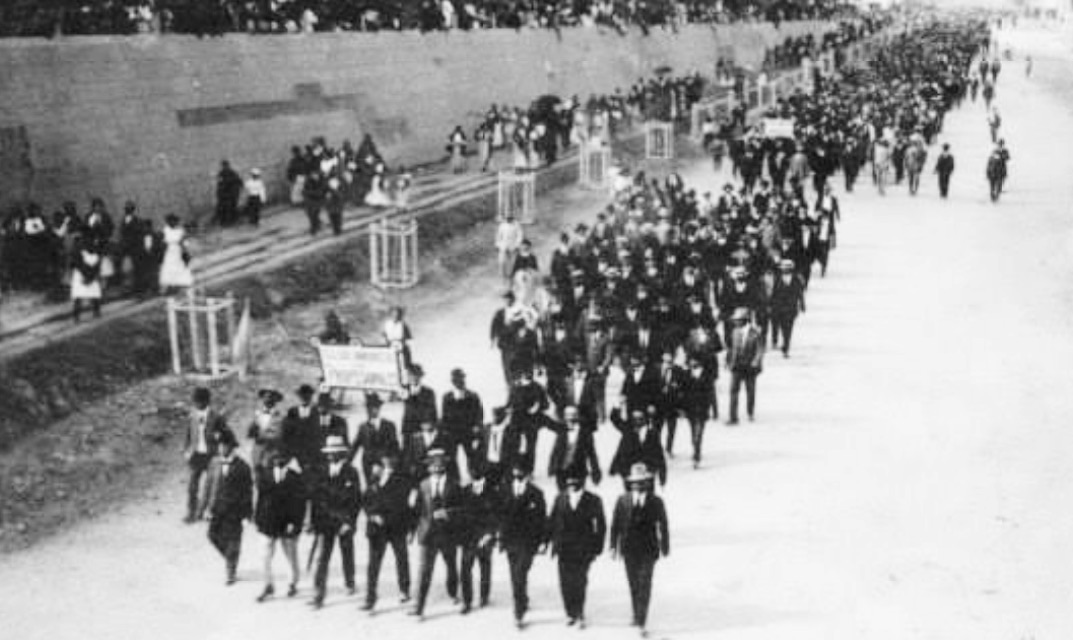
Otra fotografía de la manifestación del 11 de marzo.

A finales del mes de febrero de 1920, algunos militares asignados a los cuarteles de la Ciudad de Guatemala entraron en contacto con el movimiento Unionista, lo que produjo un aumento notable del tamaño del partido, que en ese momento llegó a sumar sesenta mil afiliados. Sus medios de comunicación se extendieron, dando vida constante a sus órganos de propaganda El Estudiante —que fundó Clemente Marroquín Rojas—, El Unionista y El Obrero Libre. Además, Estrada Cabrera se vio obligado a aceptar la oficialización del Partido Unionista, pues había presión política tanto interna como internacional; el 1 de marzo de 1920, durante la inauguración del período de sesiones de la Asamblea Nacional Legislativa, se reconoció al partido y quedó oficializada su existencia. A partir de entonces, Estrada Cabrera reiteró públicamente su voluntad de atender los deseos de la comunidad internacional para dar mayor apertura política, pero se seguía arrestando a los simpatizantes unionistas.
El 11 de marzo, los unionistas convocaron a una manifestación en la que participaron miles de ciudadanos y en la cual el abanderado fue el ciudadano y dirigente unionista José Azmitia, quien portaba el pabellón de Centroamérica, a pesar de que le avisaron de que había francotiradores encargados de disparar contra quien portara la bandera de la manifestación. A la cabeza de la columna de manifestantes iba Clemente Marroquín Rojas —entonces estudiante de Derecho— entre los tres personajes que llevaban el cartel del Club de Estudiantes Unionistas Universitarios. Historiadores como Federico Hernández de León y Clemente Marroquín Rojas relatan que todas las casas de la capital quedaron vacías aquel día, «pues no hubo cristiano que no asistiera a la protesta»; ahora bien, Hernández de León estaba preso en la penitenciaría central el 11 de marzo y Marroquín Rojas iba en la marcha, por lo que ninguno de los dos podría haber sido fuente de primera mano con respecto a esta afirmación.
Como se esperaba, esta manifestación fue reprimida por el Gobierno; Estrada Cabrera había ordenado a sus agentes que, con la ayuda de prisioneros que habían sacado de las cárceles, provocaran desórdenes al paso de la manifestación mientras que tres o cuatro de los mejores tiradores del Ejército estaban apostados estratégicamente esperando cualquier disturbio para disparar sobre el abanderado. Pero al llegar el momento de disparar, no lo hicieron, porque su honor militar no les permitió hacerlo sobre la bandera que a la distancia parecía la de Guatemala, a pesar de ser la de Centroamérica. El Ejército no disparó contra los manifestantes, pero sí lo hizo la policía secreta del presidente, provocando varios muertos y heridos, lo que causó indignación generalizada y unió al pueblo guatemalteco y a la comunidad internacional en contra de Estrada Cabrera. El Partido Unionista anunció el resultado de la marcha como un rotundo éxito en su periódico, El Unionista:

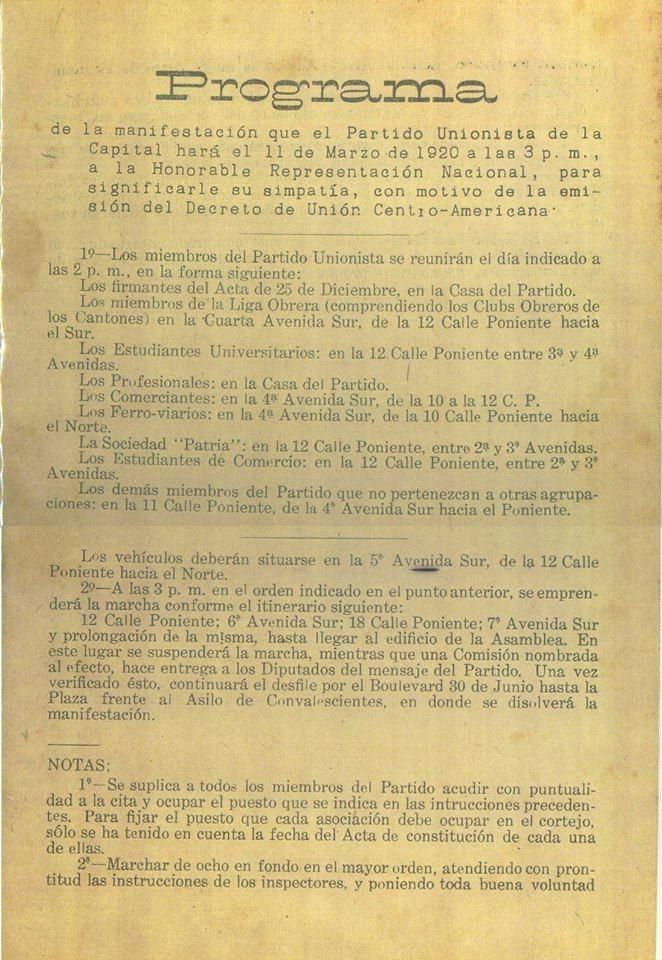
Programa de la manifestación que el Partido Unionista realizó el 11 de marzo de 1920 a las 3:00 p. m.
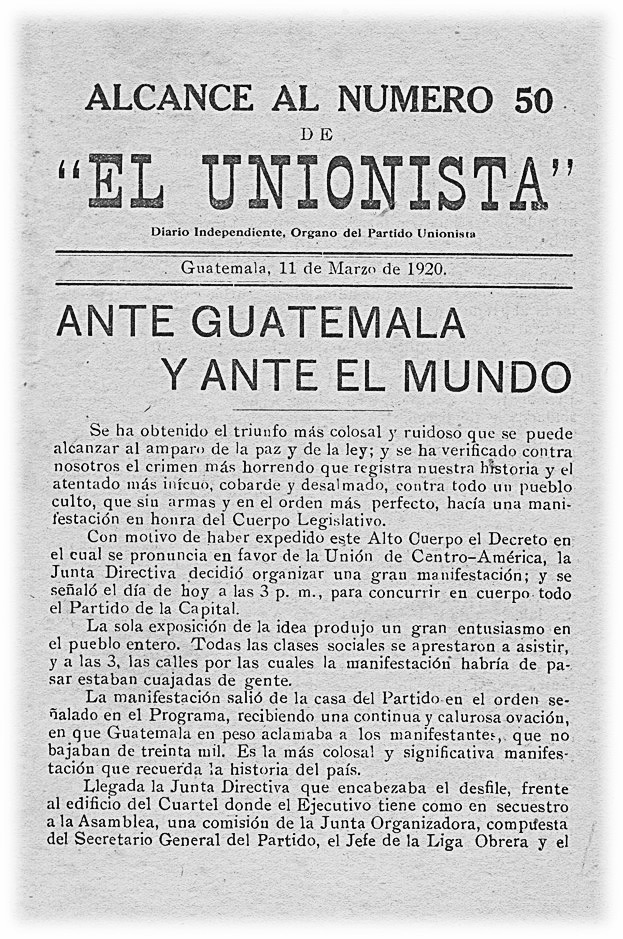
Nota de El Unionista reportando el éxito de la manifestación del 11 de marzo.

El presidente se dio cuenta entonces de que el pueblo ya no era dócil y manejable, pues para entonces ya se habían organizado más de ciento cincuenta clubes o filiales del partido opositor en todo el país. El 18 de marzo, todo el personal de correos y aduanas se unió al nuevo partido, acción que inmediatamente fue imitada por el personal de telégrafos.

### Negociaciones con los cabreristas

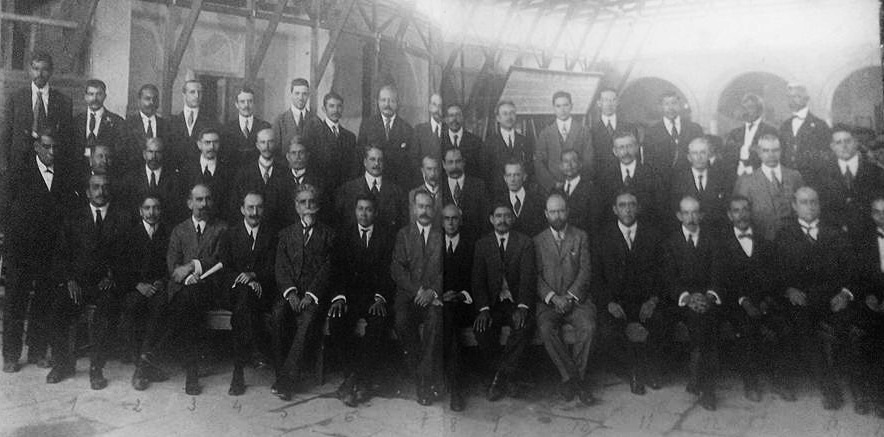
Miembros del Partido Unionista en la Casa del Partido en 1920.

El primer tropiezo imprevisto de los unionistas fue la declaración del Gobierno de los Estados Unidos hecha por medio de su ministro el 4 de abril que, aunque no detuvo la marcha de los acontecimientos, sí influyó de manera grave sobre la siguiente etapa.
Para el 7 de abril de 1920, todo el pueblo de Guatemala estaba afiliado al partido unionista y la autoridad de su directiva en toda la República. Con Estrada Cabrera quedaba un grupo reducido de partidarios que todavía buscaban su protección precaria y unos cinco mil hombres de tropa, en su mayoría indígenas de Momostenango, bien armados y en posesión de las dos anticuadas fortalezas de Matamoros y San José.
Los unionistas no tenían armas ni habían buscado conexiones militares; Silverio Ortiz y algunos otros directores habían recibido la promesa de muchos jefes militares de apoyarlos en caso de conflicto armado, pero solo uno de ellos, López Ávila, tenía a la sazón tropas a su mando y exigía un decreto de la Asamblea para resguardo de su honor militar.
Había llegado el momento de dar el golpe decisivo, pero se resolvió, a propuesta de Tácito Molina, que el presidente provisional que sustituyera a Estrada Cabrera fuese un hombre que inspirara plena confianza a la directiva del partido unionista, pero no un miembro relevante de este, dejándose para elecciones posteriores la selección del candidato idóneo.
Para lograr el acuerdo, fue necesario que los unionistas entraran en componendas con un grupo de diputados liberales cabreristas, y con el presidente de la Asamblea Nacional, que en ese momento era el cabrerista Adrián Vidaurre —quien había sido el auditor de guerra y fue posteriormente inmortalizado como tal en la novela El Señor Presidente de Miguel Ángel Asturias— y su segundo, José Beteta; entre los diputados con quienes se pactó estaban: Mariano Cruz, Carlos Herrera y Luna y Manuel Arroyo. Por parte de los unionistas, los que negociaron con los diputados fueron: Tácito Molina, Manuel Cobos Batres, Demetrio Ávila y Julio Bianchi. Al final, acordaron que el presidente interino fuera Carlos Herrera, mientras que los cabreristas iban a designar a cuatro de sus ministros de gobierno y los unionistas a los otros tres. Escritores unionistas como el propio Bianchi Smout y Rafael Arévalo Martínez aducen que el partido aceptó esta fórmula propuesta por Vidaurre por buena fe y por desconocimiento político, dados los nefastos resultados que tuvo.
Ya acordado como se formaría el gabinete, se procedió a programar la sesión de la Asamblea del 8 de abril. Se acordó que el orden del día sería:
1. dar la licencia, no solicitada, a Estrada Cabrera para que pudiera ausentarse del país;
2. elegir a Herrera como presidente provisional, y
3. emitir un decreto ordenando a todas las fuerzas militares que reconocieran al nuevo Gobierno como la única autoridad legítima de la república.[41]

### Sesión de la asamblea del 8 de abril de 1920

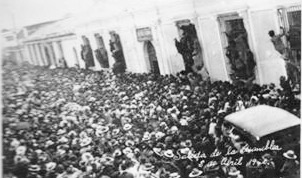
El 8 de abril de 1920, el pueblo se agolpó en la calle frente a la Asamblea Nacional formando verdaderos racimos humanos en las ventanas.

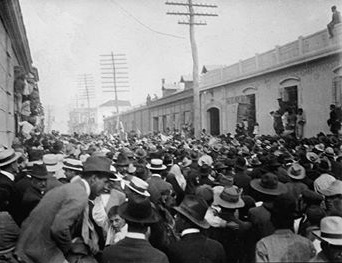
Otra fotografía del 8 de abril de 1920, cuando el pueblo se agolpó en la calle frente a la Asamblea Nacional.

La sesión del 8 de abril se inició con trámites legislativos ordinarios que tomaron mucho tiempo; al fin, José Azmitia entregó el documento con las acusaciones contra el presidente, y el diputado Letona —reconocido cabrerista que había hablado con los unionistas la noche anterior— pronunció un discurso que había sido acordado la noche anterior. Al concluir el discurso que proponía derrocar al presidente declarándolo mentalmente incapaz para gobernar, contentando así al pueblo sin que los diputados aparecieran como traidores, fue saludado con una gran ovación.
El discurso fue ratificado por Vidaurre y se solicitó una comisión de médicos que se conformara allí mismo; la asamblea se declaró en sesión permanente y el pueblo, agolpado afuera del edificio, no le permitió la salida a los diputados. Cuando por fin los médicos se pusieron de acuerdo en dictaminar que Estrada Cabrera mostraba síntomas de enajenación mental, se supo que un contingente del ejército se aproximaba por el Instituto Nacional Central para Varones para desalojar la Asamblea. Vidaurre actuó rápidamente y envió a cuatro generales a contener a las fuerzas del Gobierno. Al salir los militares, se procedió a elegir quién iba a ocupar la presidencia interina, y como ya se había acordado la noche anterior, se escogió a Carlos Herrera.
Debido a las negociaciones, en vez de conseguir una victoria contundente, los conservadores unionistas se tuvieron que conformar con un nuevo Gobierno que estaba constituido por el presidente Herrera quien, a pesar de su honradez y honorabilidad, era débil de carácter y estaba fuertemente ligado a los cabreristas. Si bien la Asamblea Nacional también declaró a Manuel Estrada Cabrera mentalmente incompetente para gobernar mediante el Decreto 1022 del 8 de abril de 1920, los grandes derrotados fueron los unionistas: de los nuevos gobernantes, solamente Luis Pedro Aguirre en Relaciones Exteriores y Adalberto Saravia en Gobernación eran unionistas, mientras que todos los demás ministros, y hasta el hermano del presidente —Salvador Herrera— estaban ligados a los antiguos cabreristas y dominaban el nuevo Gobierno.
El pueblo, delirante, celebró como nunca lo pudo hacer durante el gobierno de Estrada Cabrera, pensando que era el fin de su gobierno y que este se había ido de la ciudad hacia Puerto Barrios.

## Acontecimientos
Finalmente llegó la lucha armada. El presidente resistió desde su residencia oficial de La Palma hasta que fue derrotado tras cruentos combates durante la llamada «Semana Trágica». Desde allí Estrada Cabrera cañoneó, con ayuda de los cuarteles de Matamoros y San José, a las fuerzas unionistas en un último intento de conservar el poder, que ostentaba desde 1898 y había mantenido a través de amañadas elecciones en 1905, 1911 y 1917. Estrada Cabrera también bombardeó la capital desde La Palma en un intento de atacar el supuesto cuartel general de los unionistas en la finca El Zapote. Finalmente se rindió el 14 de abril de 1920 junto con el único colaborador que estuvo con él hasta el final, el poeta peruano José Santos Chocano.

#### Papel de José Santos Chocano

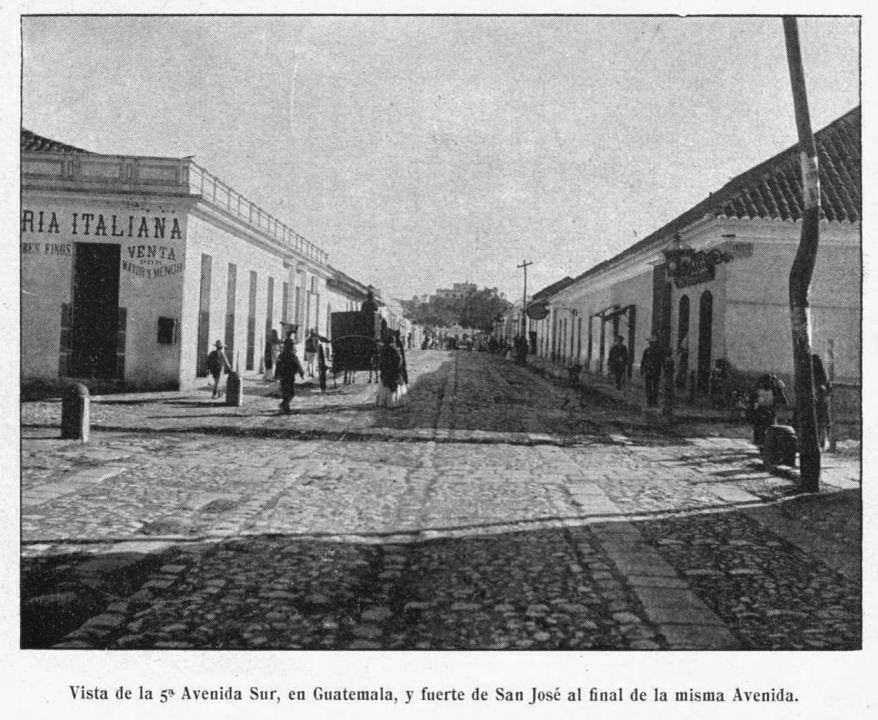
Quinta avenida de la Ciudad de Guatemala en 1911. Al fondo, el Fuerte de San José Buena Vista.

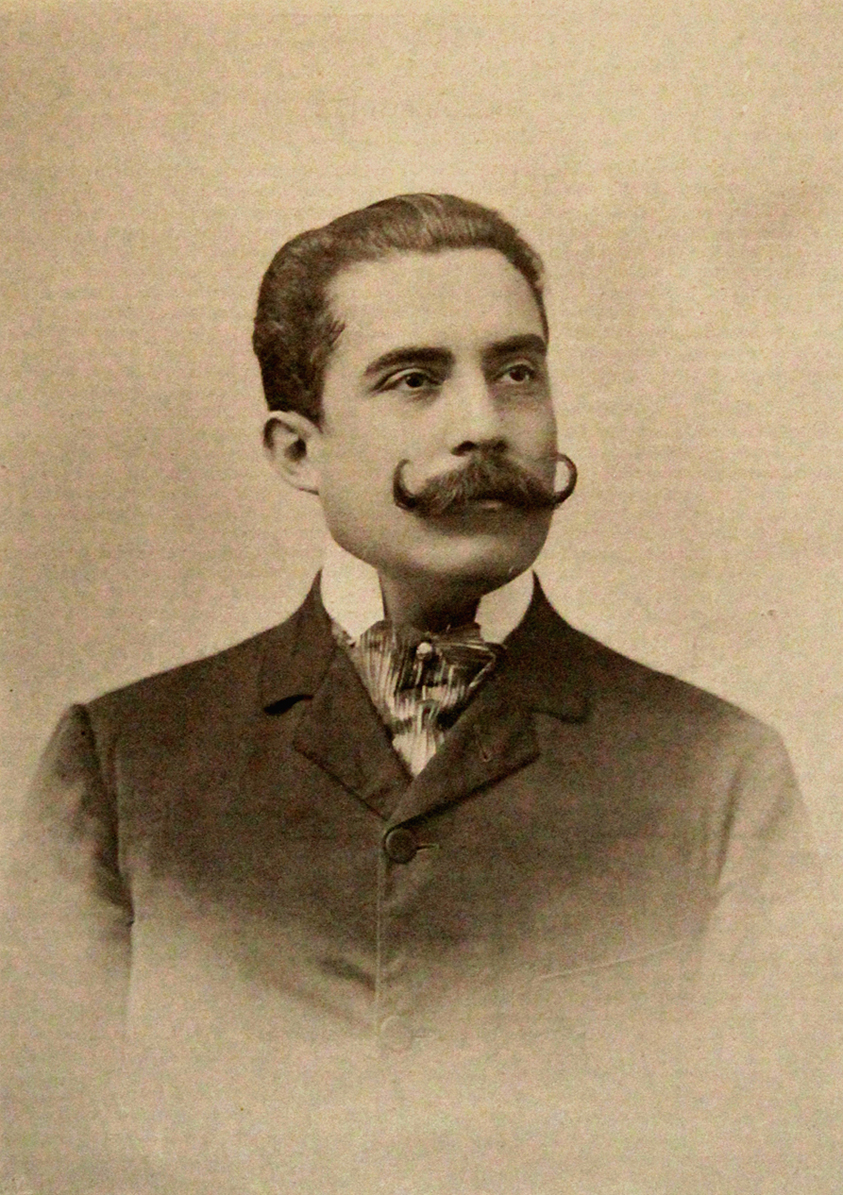
José Santos Chocano, poeta, político y diplomático peruano que fue el único aliado leal a Estrada Cabrera hasta el final de su régimen.

Tras salir de México por no estar de acuerdo con ninguna de las facciones en conflicto durante la Revolución mexicana, el poeta José Santos Chocano regresó a Guatemala, en donde Estrada Cabrera le dio un puesto de ministro en su gabinete; a pesar de ser peruano, estuvo junto al presidente en la residencia presidencial de «La Palma» hasta el último momento, tratando de hacer entrar en razón a Estrada Cabrera ante el acoso de las fuerzas unionistas, diciéndole: «Aquí solo hay dos caminos que tomar: o nos fugamos o rompemos con toda nuestra fuerza contra los unionistas, arrasando la ciudad hasta aniquilarlos; pero el camino en que vamos conduce a la ruina». Luego que Cabrera fuese depuesto en abril de 1920, Chocano fue apresado y condenado a muerte, pero se salvó por intercesión del papa, el rey Alfonso XIII de España, los presidentes de Argentina y Perú, así como varios escritores de América y Europa.
Tras enterarse de que la Asamblea Nacional lo había declarado incapaz para gobernar luego de veintidós años en el poder el 8 de abril de 1920, el licenciado Manuel Estrada Cabrera se apertrechó en su residencia de La Palma y se aprestó a atacar la Ciudad de Guatemala, dejando que los opositores a su régimen —liderados por el clan Aycinena de la élite del Partido Conservador aglutinados en el nuevo Partido Unionista— celebraran toda la noche del 8 de abril.

#### 9 de abril

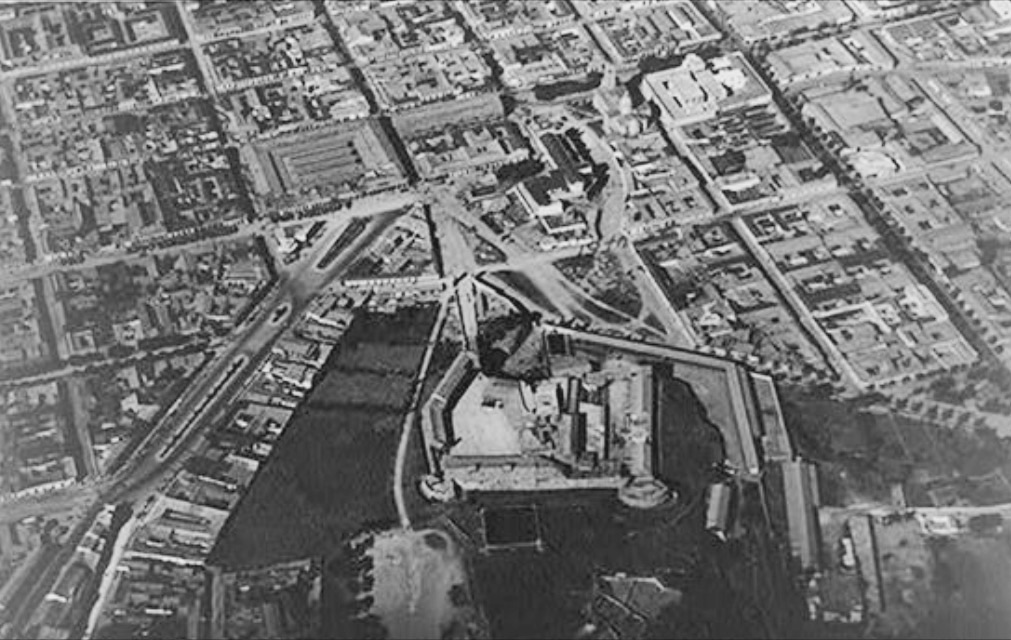
Vista aérea del Fuerte de San José Buena Vista en la década de 1930. Desde esta elevada posición las tropas de Estrada Cabrera atacaron a la Ciudad de Guatemala.

El 9 de abril de 1920, la Ciudad de Guatemala despertó con el fragor de las ametralladoras y de los proyectiles de los morteros, que estallaban por todos lados. En La Palma, el presidente Estrada Cabrera disponía de unidades de artillería francesa y de setenta y cinco piezas antiaéreas, equipo que había obtenido después de declararle la guerra a Alemania en 1918; además, tenía también a su disposición pistolas automáticas y ametralladoras. En la ciudad, las calles estaban desiertas, pero pronto se llenaron y se iniciaron las hostilidades. Los conservadores unionistas fueron tomados por sorpresa, evidenciándose que su organización era deficiente y que casi no disponían de armamento; pero los ayudaron los estudiantes y los obreros, quienes sistemáticamente ocuparon y saquearon todos los edificios gubernamentales y encontraron armas y municiones hasta en los lugares más insospechados; al final, contaban con un arsenal que incluía también cuchillos, machetes, rifles, escopetas, hachas y barras de hierro. Con gran entusiasmo, todos los hombres mayores de edad construyeron barricadas y trincheras en las calles, que todavía estaban en pésimo estado como consecuencia de los terremotos de 1917-1918.
Al principio, el fuego era indiscriminado y acabó con amigos y enemigos, pero esta situación se remedió cuando los unionistas distribuyeron distintivos blancos que los suyos utilizaron en sus sombreros; incluso hubo algunos que llevaban un retrato de Carlos Herrera —el nuevo presidente— en el pecho. El Gobierno estaba disparando incesantemente desde La Palma, y los cuarteles de San José y de Matamoros. Carros con banderas de la Cruz Roja iban y venían, llevando en el estribo a una hermana con sus implementos de socorro y un machete al cinto, por si acaso.
Después de los combates iniciales, las tuberías de agua y los cables de electricidad quedaron dañados, dejando a la ciudad a oscuras; también quedaron inutilizados el teléfono y el telégrafo. La desinformación abundaba y solo se sabían los rumores más diversos. El alzamiento contra el presidente se había convertido ya en una revolución, que gracias al armamento moderno se libró duramente.

#### 10-13 de abril

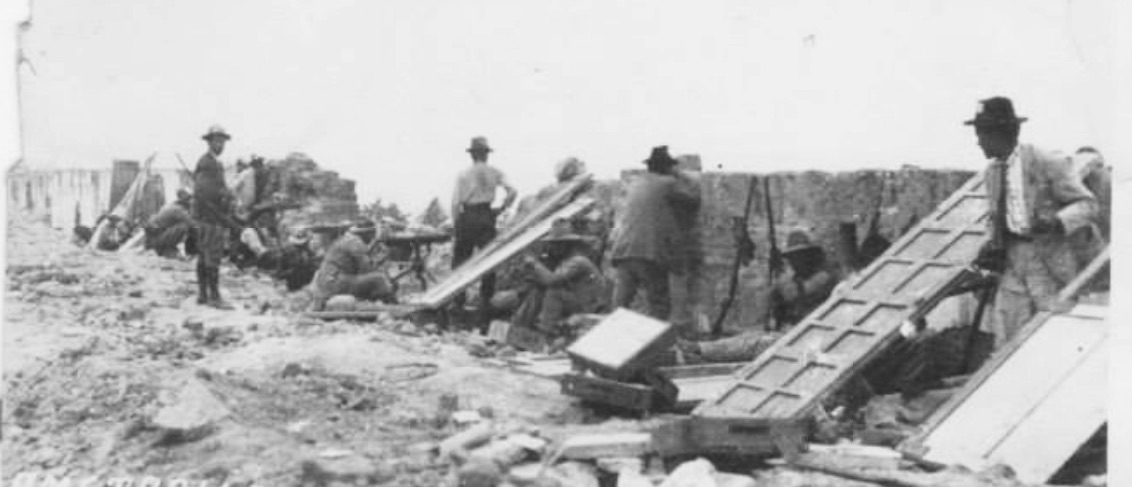
Fuerte de San José durante la Semana Trágica.

Durante los días siguientes, se temió que las fuerzas cabreristas fuesen a entrar a la ciudad y caer sobre los revolucionarios por la retaguardia, pero esto nunca ocurrió. Varias veces se pactó una tregua, pero, por la desinformación imperante y la falta de comunicaciones, se rompía a los pocos minutos. Los combates continuaron durante todos estos días, pero su intensidad disminuyó considerablemente.

#### 14 de abril

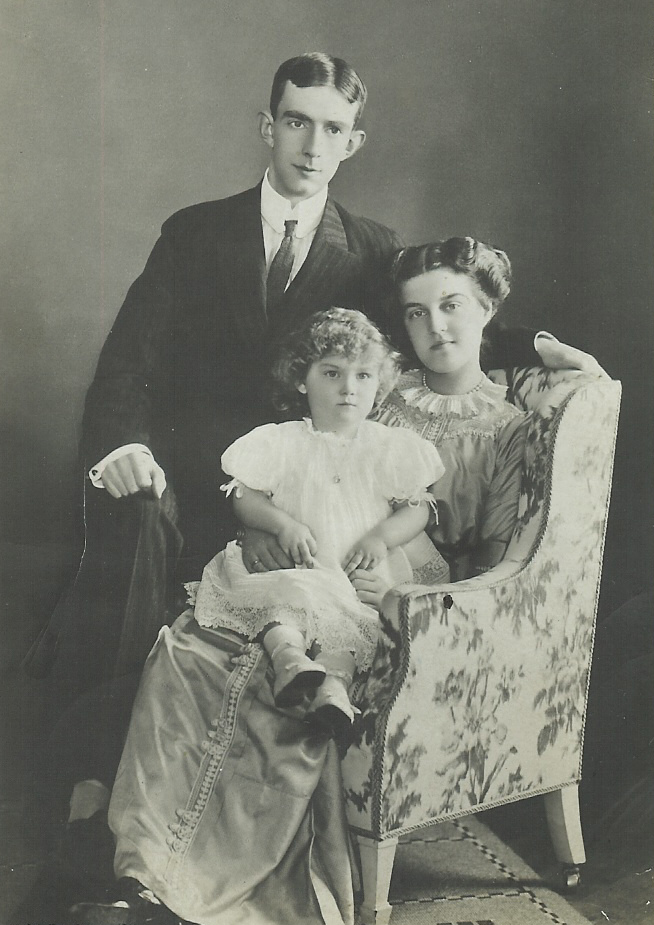
El príncipe Guillermo de Suecia con su familia. El príncipe estuvo en Guatemala durante la Semana Trágica y escribió sus experiencias en su libro Between two continents (Entre dos continentes).

Los combates continuaron hasta el 14 de abril, fecha en que el Castillo de San José se rindió, en parte por el hambre que padecían los soldados y en parte porque se logró sobornar a sus defensores. Como desde allí se mandaban los otros fuertes, el presidente se vio obligado a rendirse, junto con las fuerzas que le quedaban, de aproximadamente cinco mil hombres.
Muchos de los colaboradores leales al presidente fueron apresados y algunos linchados el 15 y 16 de abril en la Plaza Central; otros lograron escapar del país o ya se encontraban fuera del mismo y no pudieron regresar.

## Consecuencias
Carlos Herrera fue nombrado presidente interino de Guatemala el 8 de abril de 1920, luego de que fuera derrocado y declarado mentalmente incapaz para gobernar el entonces presidente Manuel Estrada Cabrera. Herrera fue seleccionado —a pesar de haber sido diputado a la Asamblea Nacional Legislativa por Cotzumalguapa durante todo el gobierno del presidente Estrada Cabrera— ya que tenía una reputación intachable en todo el país, por sus distinguidas cualidades personales, y por su gran fortuna (que lo hacía inmune a la tentación de saquear el erario nacional).
El gabinete de transición que acompañó a Herrera inicialmente, después de las negociaciones con Adrián Vidaurre, quedó conformado de la siguiente forma:
- Gobernación: Adalberto Saravia (Partido Unionista);
- Relaciones Exteriores: Luis P. Aguirre (Partido Unionista);
- Guerra: José A. Beteta (cabrerista; en realidad, la cartera estuvo a cargo de Adrián Vidaurre);
- Hacienda: Adrián Vidaurre (cabrerista; fue auditor de Guerra, diputado y presidente de la Asamblea Legislativa durante el gobierno de Estrada Cabrera);
- Educación Pública: Manuel Arroyo (cabrerista);
- Fomento: Alberto Mencos (cabrerista).[70]

El 4 de mayo de 1920, se seleccionaron los candidatos para las elecciones presidenciales y los clubes unionistas en toda la república se reunieron para elegir entre Tácito Molina Izquierdo y el Dr. Julio Bianchi. Sin embargo, los cabreristas, que por medio del exauditor de guerra Adrián Vidaurre contaban con el control del ejército, se organizaron en el Partido Demócrata y le ofrecieron la candidatura presidencial a Herrera, que la aceptó inmediatamente; ante esta situación, Manuel Cobos Batres promovió, y fue aceptado por la mayoría del partido tras largas horas de discusión, que se ofreciera la candidatura presidencial del Partido Unionista a Herrera sin más dilaciones. Este fue el final del Partido Unionista, pues Herrera quedó en el poder junto con los cabreristas; como premio de consolación para los unionistas, el Dr. Bianchi fue enviado a los Estados Unidos como embajador de Guatemala.
En cuanto al régimen de Herrera, el descontento producido entre los políticos cabreristas del país y la oposición a ratificar contratos con la United Fruit Company y otras empresas extranjeras dieron lugar a que Herrera fuera depuesto en un golpe de Estado dirigido por el general José María Orellana en el 5 de diciembre de 1921. Cabe destacar que el general Orellana había sido diputado y jefe del Estado Mayor del Ejército durante el gobierno de Estrada Cabrera.
Tras el golpe de Estado del 5 de diciembre, se instituyó un triunvirato militar encabezado por el general Orellana y los generales Lima y Larrave. Los miembros del gabinete de Herrera pertenecían al Partido Unionista fueron encarcelados.